# Aziz Miled
Pour les articles homonymes, voir Miled.
Aziz Miled ou Aziz Milad, de son nom complet Mohamed Aziz Miled, né le 10 septembre 1938 à Kairouan et décédé le 7 novembre 2012 à Tunis, est un homme d'affaires tunisien.
À partir de 1968, il œuvre principalement dans le secteur du tourisme, de l'hôtellerie et de l'aviation. Il fonde puis dirige en tant que PDG le groupe TTS et la compagnie aérienne Nouvelair après avoir lancé la compagnie Air Liberté avec Lotfi Belhassine.

## Biographie
Né au début des années 1940, Miled côtoie dès son plus jeune âge le secteur du tourisme en vendant à la criée, dans les villes balnéaires, des tapis traditionnels confectionnés à Kairouan, ville où il a grandi ; il travaille aussi comme employé saisonnier dans un hôtel d'Hammamet. Il étudie à l'École du tourisme de Nice dont il sort diplômé, où il se spécialise dans les agences de voyages. Il travaille brièvement à Tunisair et à la Société hôtelière et touristique de Tunisie au début des années 1960, avant de se lancer dans les affaires en 1968 par la création d'une agence de tourisme, la TTS. Dans les années 1970, il lance l'hôtel Phenicia à Hammamet puis multiplie les unités hôtelières, au sein d'une chaîne implantée notamment à Monastir et Tabarka. À partir de la fin des années 1980, son groupe TTS investit dans plusieurs secteurs et évolue par la suite dans l'aviation avec la compagnie Nouvelair.
Lors du 22e anniversaire de l'accession de Zine el-Abidine Ben Ali au pouvoir, le 7 novembre 2009, il est décoré de la plus haute distinction tunisienne, le grand cordon de l'Ordre du 7-Novembre.
Il préside également la Jeunesse sportive kairouanaise, le club omnisports de sa ville natale, en 1977-1979 et 1980-1982.
Mort le 7 novembre 2012 des suites d'un cancer, il est inhumé à Kairouan le lendemain,.

## Relations avec le clan Trabelsi
En 2003, les compagnies aériennes Nouvelair de Miled et Karthago Airlines de Belhassen Trabelsi, frère de l'épouse du président Ben Ali, entament une alliance en matière d'assistance opérationnelle et d'exploitation de leurs flottes. En août 2006, Miled et Trabelsi chargent la Compagnie financière Edmond de Rothschild d'étudier la faisabilité d'un rapprochement entre leurs deux compagnies aériennes. À l'automne 2008, la fusion des deux compagnies est décidée après l'approbation de la parité d'échange des droits sociaux des deux compagnies et la suspension de la cotation de Karthago Airlines à la Bourse de Tunis à la suite d'une offre publique de retrait. La nouvelle entité est détenue à hauteur de 21 % par Karthago et à 79 % par le groupe de Miled. L'assemblée générale constitutive de la société est tenue le 25 décembre 2009. Le 28 janvier 2011, Miled est à nouveau PDG de Nouvelair en remplacement de Trabelsi en fuite au Canada à la suite de la révolution tunisienne de 2011.
Aziz Miled est aussi associé à d'autres proches de l'ancien président Ben Ali, à savoir Mohamed Sakhr El Materi, gendre du président, au niveau de la Banque Zitouna ; le groupe Mabrouk, dont l'un des héritiers Marouane est un autre gendre du président, au niveau de la première banque privée du pays, la Banque internationale arabe de Tunisie.
Sur le plan politique, Aziz Miled signe en 2010 deux appels en faveur d'une nouvelle candidature du président Zine el-Abidine Ben Ali (appel des 65 et l'appel des 1 000) et siège en 2009 au comité central du Rassemblement constitutionnel démocratique, le parti au pouvoir avant la fuite du président Ben Ali à la suite de la révolution tunisienne.

## Affaire Alliot-Marie
C'est à bord du jet privé d'Aziz Miled que la ministre française des Affaires étrangères Michèle Alliot-Marie se rend en Tunisie, plus précisément dans la station balnéaire de Tabarka, pour les vacances de fin d'année 2010, alors que la révolution tunisienne est en cours. La prise de position de la ministre en faveur de Ben Ali avant la chute de ce dernier crée une polémique. Les révélations du Canard enchaîné sur son voyage laissent entendre que Miled est un proche de l'ancien président. Pour sa défense, Alliot-Marie évoque des relations d'amitié anciennes avec Aziz Miled et prétend que ce dernier ne serait pas un proche de Ben Ali et du clan Trabelsi mais plutôt l'une de ses victimes, alors que Miled avait déclaré redistribuer l'argent qu'il gagne « au lieu de [s]'offrir un jet privé ».
Les hebdomadaires Le Canard enchaîné et Le Nouvel Observateur révèlent courant février 2011 que les parents de la ministre ont, le 30 décembre 2010, racheté à Aziz Miled l'ensemble des parts d'une société civile immobilière que ce dernier aurait créé à leur intention en octobre 2010. Le terrain public aurait été vendu par l'Agence foncière touristique à un prix dérisoire, opération qualifiée de « cadeau du pouvoir » par plusieurs hommes d'affaires tunisiens. Ces révélations amoindrissent la défense de la ministre qui avait parlé de rencontre « fortuite » avec Miled.